# Stade Quillorama
Le Stade Quillorama est un stade de baseball situé à Trois-Rivières, ville de la province de Québec, au Canada. Il peut accueillir 4 500 spectateurs dont 4 000 en tribune. Anciennement connu sous les noms de Stade municipal de Trois-Rivières entre 1938 et 2000, de Stade Fernand-Bédard entre 2001 et 2016 puis de Stade Stéréo Plus entre 2017 et 2019, il a ouvert ses portes en 1938.

## Clubs résidents
Il fut le domicile des Royals de Trois-Rivières entre 1939 et 1955 et des Aigles de Trois-Rivières de la Eastern League affiliés aux Reds de Cincinnati entre 1971 et 1977. Il est depuis 2013 le domicile des Aigles de Trois-Rivières, équipe de baseball mineure évoluant dans la Frontier League,. À partir de l'automne 2022, le stade accueillera le pendant féminin de l'Académie de baseball du Canada. L'organisme aura pour fonction de former l'équipe du Canada féminine de baseball.

## Architecture
Le stade est un édifice public à vocation sportive et récréative construit en 1938 par l'architecte Jules Caron. Le bâtiment s'inspire du courant de l'architecture moderne américaine dit Art déco streamline. Le stade est à l'identique que son frère jumeau, le Stade Canac de Québec.
D'importantes rénovations et mise aux normes sont apportées au stade lors de la saison 2008-2009, à l'approche du 75e anniversaire de l'édifice patrimonial, joyau sportif de la cité de Laviolette.

## Événements
Le lieu fut l'hôte du Championnat canadien de baseball en 1984 et le Championnat mondial de baseball junior en 1989 et en 1998. Il fut également l'hôte des cérémonies d'ouverture et de fermeture des Jeux du Québec en 1999 ainsi qu'un spectacle du Cirque du Soleil dans le cadre des festivités du 375e anniversaire de la ville de Trois-Rivières.

## Autres
En 2011, le stade a remporté la première ronde du concours du plus beau terrain de baseball du Canada, organisé par Baseball Canada. Le bâtiment accueille en 2014 une succursale express de La Cage aux Sports.

## Annexes

Aigles de Trois-Rivières.
Champions Can-Am 2015.